# Arte callejero en Chile
El arte callejero en Chile tiene una larga data, a través de la cual se han descubierto figuras trascendentales para el arte chileno y se ha definido en el imaginario colectivo de diferentes generaciones, siempre acompañando a los diferentes movimientos sociales a lo largo de la historia del país. La tradición del arte urbano o callejero en Chile encuentra sus orígenes  entre las décadas de los 30 y 40, pero no es hasta la década del 60 que se vuelve masivo en las calles del país. Desde ese entonces se ha desarrollado una importante escena para las expresiones artísticas en el espacio público.  

## Antecedentes

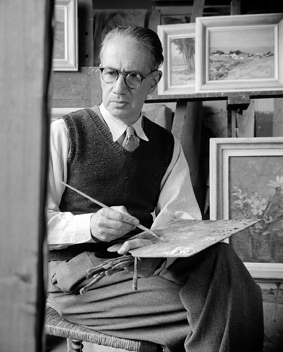
Laureano Guevara, exponente del arte urbano o callejero en Chile

El arte callejero, abarca diversas expresiones artísticas que se desarrollan en espacios urbanos. En el caso chileno, según Memoria Chilenapodemos situar, las primeras manifestaciones de este estilo de arte, entre las décadas de los 30 y 40, esto se define apoyándose en la visita del pintor mexicano David Alfaro Siqueiros, quien a inicios de los años 40, viajó a Chillán y llevó a cabo su obra “Muerte al Invasor” en la biblioteca de una escuela de la ciudad.
Otra corriente de pensamiento, establece a Laureano Guevara como el primer “puente” que conectó a los artistas chilenos con enseñanzas sobre una pintura mural con referencias modernistas traídas desde sus viajes por Europa. Cerca de 1934, Guevara comenzó a dictar la Cátedra de Pintura Mural en la Escuela de Bellas Artes.
En contraposición a esta visión, existen personajes del arte urbano, quienes rechazan la influencia del muralismo mexicano o europeo en el origen de esta disciplina en Chile, entre ellos, Alejandro “Mono” González,  quien en 2015 señaló que el arte callejero en Chile existe desde el nacimiento del Partido Comunista chileno. Al sugerir esta perspectiva, vale recordar que el Partido Comunista chileno data del año 1912, por lo que según esta versión, el muralismo en Chile contaría con más de un siglo. 

### Visita de Siqueiros
Uno de los antecedentes principales para el surgimiento del arte urbano en Chile es la visita de David Alfabero Siqueiros tras el terremoto de 1939. Gracias la gestión del poeta chileno Pablo Neruda, el gobierno mexicano encabezado por Lázaro Cárdenas se hizo presente a través de ayudas económicas y la construcción de la Escuela México, que debía ser decorada por los artistas David Alfaro Siqueiros y Xavier Guerrero.  
Esta intervención artística, que en 2004 sería condecorada con la categoría de Monumento Nacional, contó con la participación de importante nombres en la escena del arte chileno y latinoamericano:  Laureano Guevara, Gregorio de la Fuente, Camilo Mori,  Alipio Jaramillo, Luis Vargas Rojas. La realización de estos murales se considera el primer germen del estilo en el país.

### Década de los 60
Durante los años 40 y 50 las enseñanzas del muralismo no se destacan entre las expresiones de arte que se dan con fuerza en el país. No es hasta los años 60 que esta técnica cobra un valor protagónico, no solo en la escena artística del país, sino que también en el plano político. En el contexto de las candidaturas presidenciales de los políticos Salvador Allende, del Partido Socialista chileno, y de Eduardo Frei Montalba,del Partido Democracia Cristiana, el denominado “rayado mural”, una técnica que combina el grafiti con el muralismo, se hace presente como estrategia de campaña política. Es en este marco donde surgen agrupaciones que marcaron la  historia del arte callejero en Chile. El auge de esta técnica en la escena artística chilena se da en una década marcada por cuestionamientos en las escuelas de arte, según describen Milan Ivelic´ y Gaspar Galaz , a mediados de los 60, se dan fuertes debates sobre “el carácter mercantil” de las obras, así como también un “enjuiciamiento de sus circuitos de presentación y difusión”, trasladando el perfil de los artistas chilenos desde uno “individualista”, a una “postura comprometida”.

## Brigada Ramona Parra
De la mano del muralismo como forma de expresión política, nacen agrupaciones como Las Estrellas de Frei, Brigada Elmo Catalán, y la Brigada Ramona Parra. Esta última ha cobrado a través de las décadas un importante valor en el mundo cultural chileno. Pertenece al Partido Comunista de Chile y lleva este nombre como conmemoración a la joven Ramona Parra, quien fue una de las víctimas fatales del hecho conocido como Masacre de la Plaza Bulnes en el año 1946. 

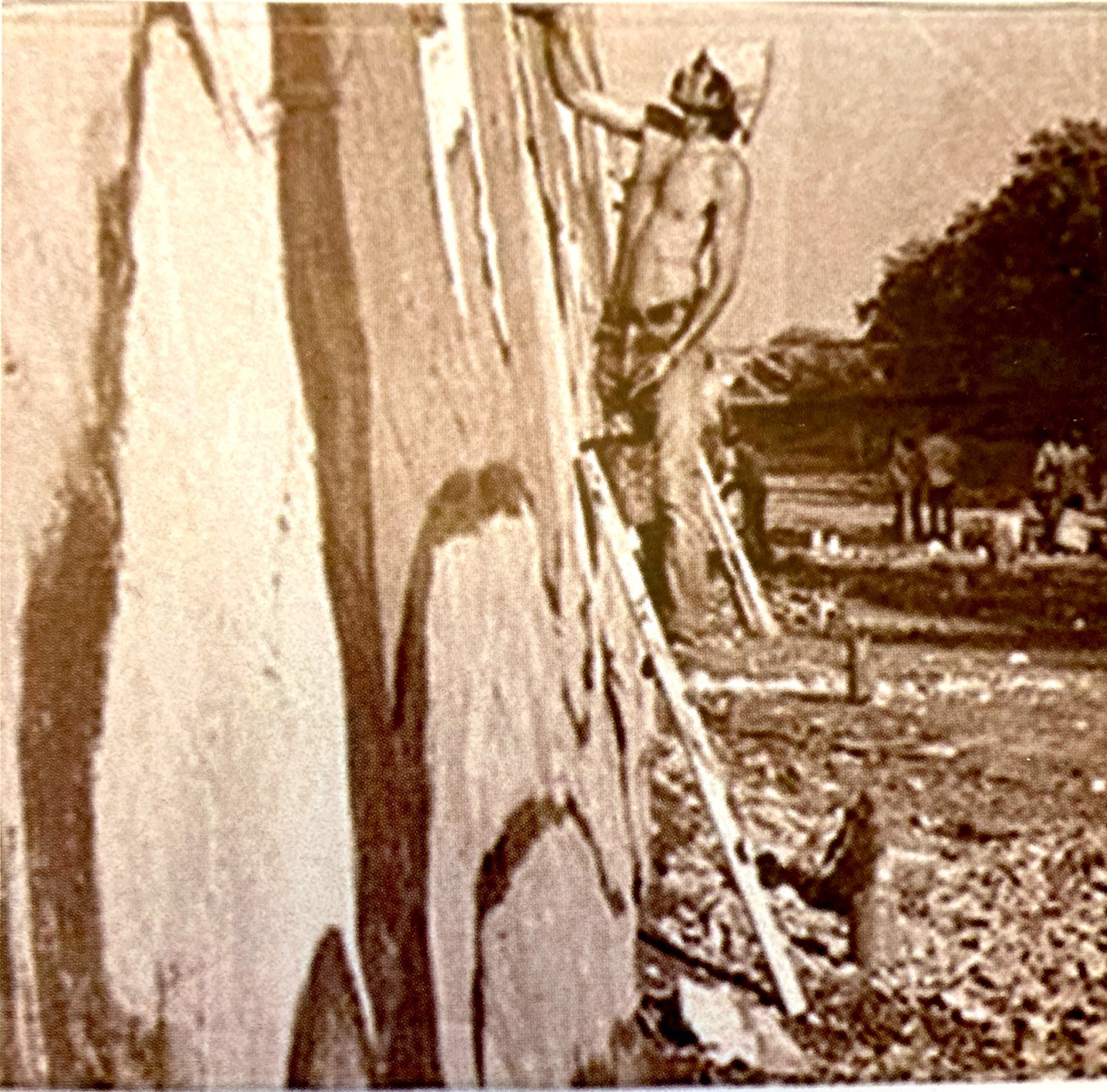
Mono González, fundador de la Brigada Ramona Parra, pintando un mural en el año 1972.

La historia menciona que la Brigada surge sin conocimientos sobre arte, los participantes aprendieron sobre muralismo con el paso del tiempo y en la clandestinidad, usualmente eran perseguidos por los policías. Este factor resultó relevante para la consolidación de la estética de la BPR, ya que la necesidad de trabajar con rapidez derivó en el estilo de pintura, dibujos y la especial característica de ser obras pintadas en colectivo.
Alejandro “Mono González”, sería el principal miembro fundador de la BPR. El pintor explica que antes de su existencia como tal, los participantes realizaban rayados por su cuenta, sin tener "continuidad o respuesta inmediata", junto a esto se generaba un gran desperdicio de material, es por esto que en 1968 González decide establecer la Brigada, para así tener mayor capacidad de movilización, mejor uso de los implementos y permitir a sus integrantes especializarse en esta expresión artística.
En la actualidad, esta agrupación artística se mantiene activa, usualmente los trabajos se llevan a cabo mediante divisiones municipales, plasmando mensajes sociales y su característico estilo en muros a lo largo de todo Chile.    

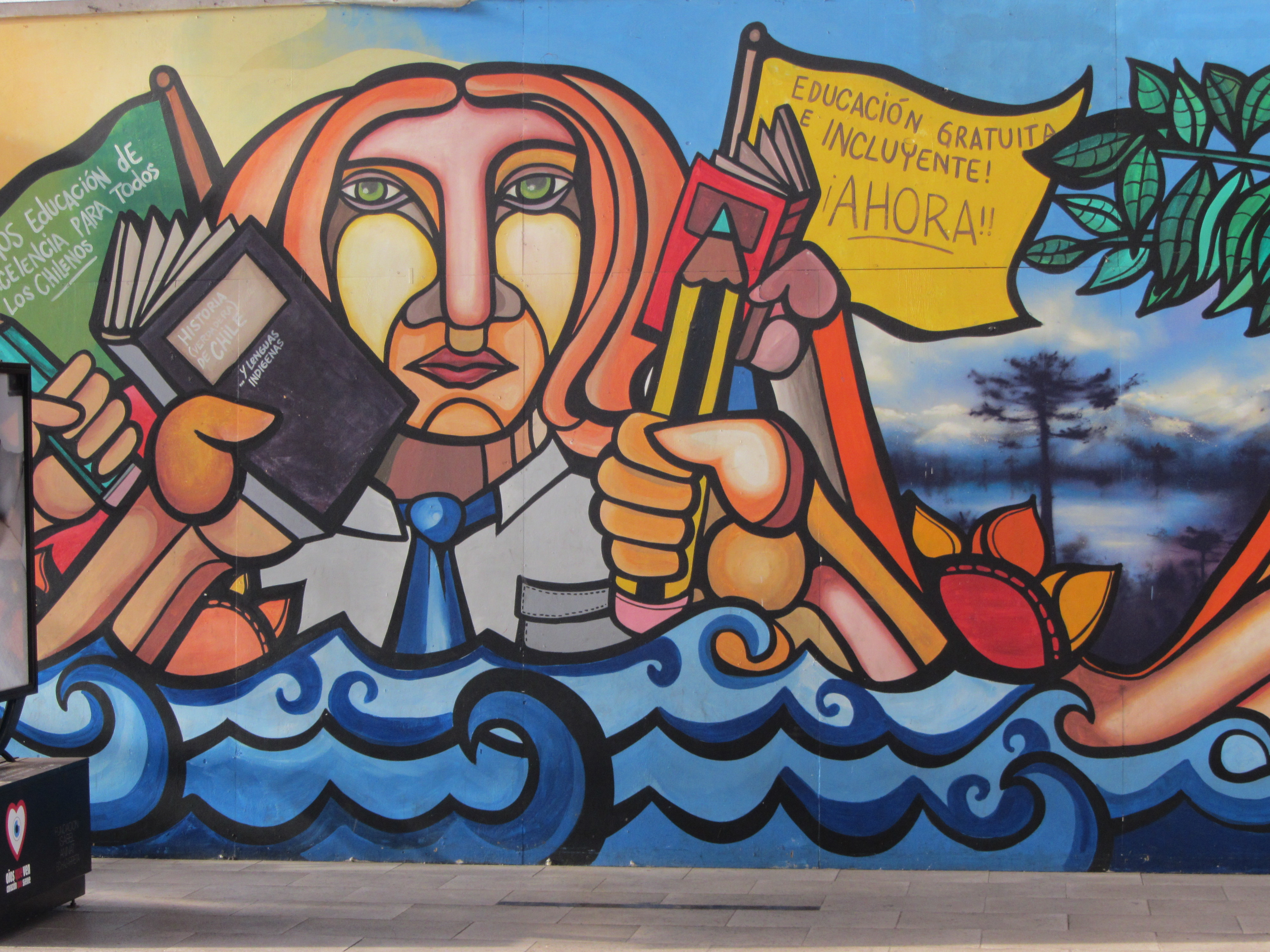
Mural de la Brigada Ramona Parra

## Técnicas de muralismo

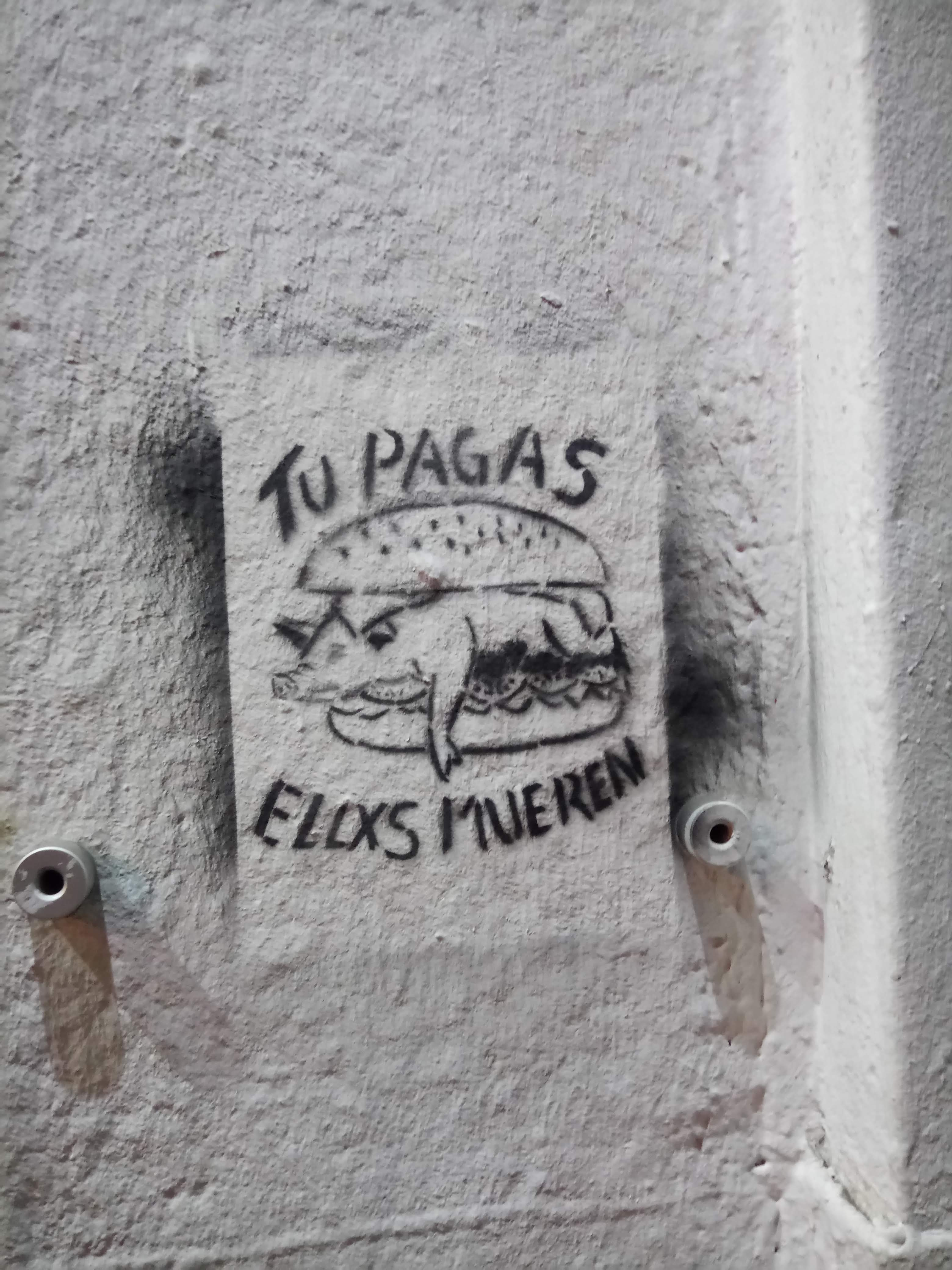
Esténcil con un mensaje animalista ubicado en la comuna de Ñuñoa, Santiago de Chile

El muralismo a lo largo de las décadas se ha transformado en una parte fundamental de la imaginería artística de Chile y Latinoamérica. Grafitis y murales decoran calles de diversos puntos de las principales ciudades. Con el pasar del tiempo, las técnicas, escuelas y estilos se han diversificado. En el caso chileno se reconocen principalmente las técnicas detalladas a continuación.
- Fresco: El fresco es un estilo de Muralismo que tiene una historia milenaria, se han descubierto frescos que datan del 2000 A.C. Más tarde en la historia, esta técnica fue perfeccionada en Europa durante el siglo XVI. Existen múltiples obras que han marcado la historia del arte y se han desarrollado bajo el alero de esta práctica pictórica: La Bóveda de la Capilla Sixtina, de Miguel Ángel; La Escuela de Atenas, de Rafael Sanzio, por nombrar algunas. El fresco, según artistas clásicos de muralismo, es la técnica predilecta, pues, tiene la facilidad de mantenerse intacta a lo largo del tiempo si se mantiene con los cuidados requeridos. Es por esto que es una de las formas de trabajo más recurrentes. El fresco usualmente se trabaja sobre muros de yeso cubiertos por capas de cal, la última capa de cal debe estar fresca a la hora de pintar el mural, ya que eso es lo que le otorga la cualidad de la durabilidad. En Chile Laureano Guevara es uno de los principales exponentes del fresco.

- Esténcil: El esténcil es una técnica altamente usada en el mundo del grafiti, se trata de plantillas de papel o cartón que permiten reproducir una imagen de forma rápida y que tiene la cualidad de poder reproducirse numerosas veces. Es común ver diseños creados con esténcil en muros, paraderos y en el transporte de las grandes ciudades como Santiago o Valparaíso.

- Aerógrafo: El aerógrafo es una técnica que se apoya en el uso de una pistola de aire que dispara pintura, es compleja de utilizar; sin embargo, es una herramienta muy utilizada por muralistas chilenos y latinoamericanos con más conocimiento, puesto que, si bien es más compleja, es más rápida y logra más precisión que
- otros utensilios.
- Pegatinas: Los textos especializados señalan que se llama pegatina a imágenes, carteles, dibujos, etc. que se imprimen en papel sin ningún tipo de adhesivo y posteriormente son pegados en los muros. Se pega con la ayuda de mezclas a partir de pegamentos y herramientas como rodillos. Esta técnica es altamente empleada y para muchos objetivos. Es muy usual observar pegatinas con trabajos artísticos o fotografías. Pueden ser trabajos pintados a mano o previamente impresos. También suelen encontrarse a lo largo de toda la ciudad pegatinas con mensajes políticos.

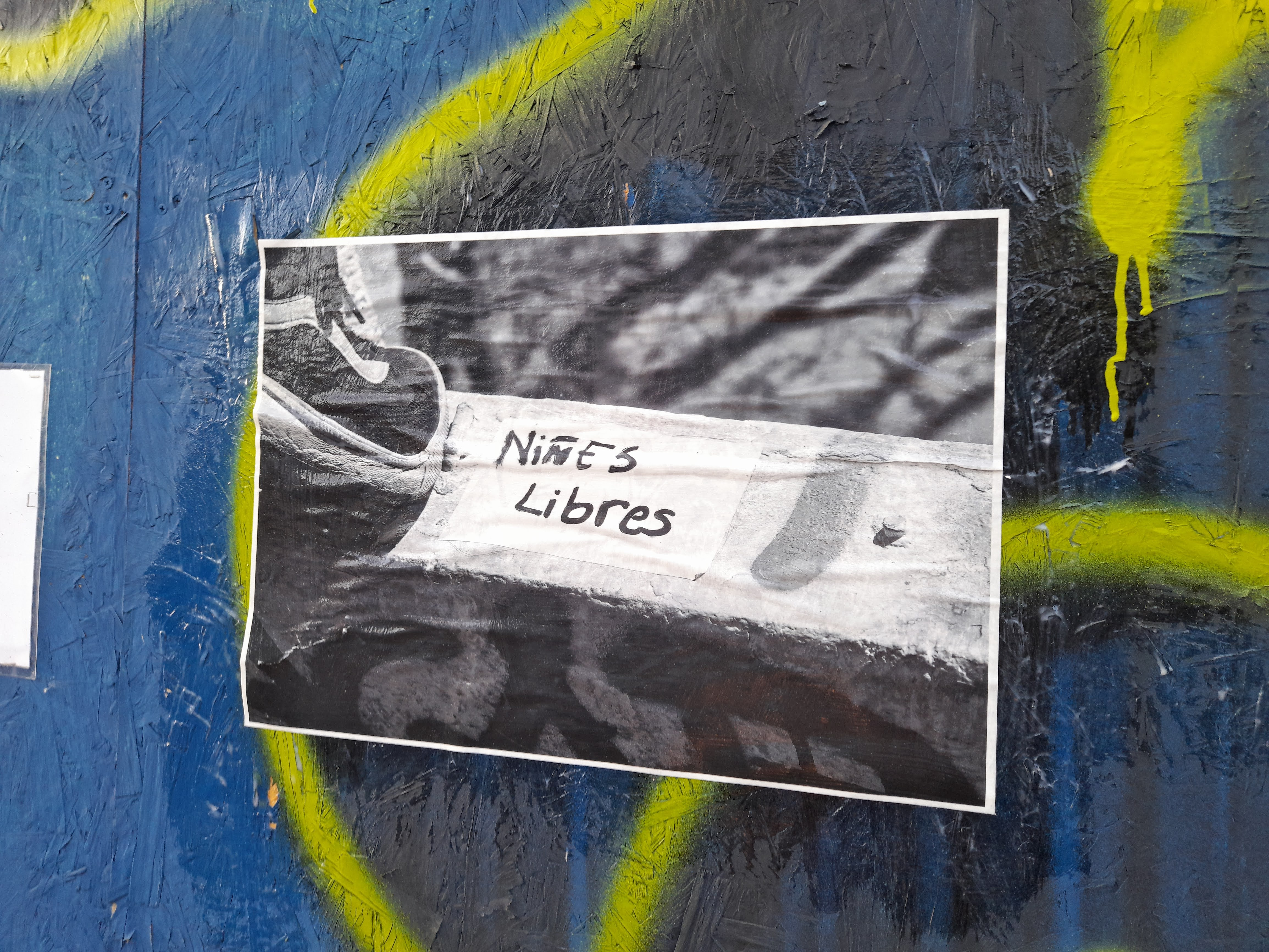
Pegatina, Barrio República, Santiago de Chile.

- Mosaicos: El mosaico también es una técnica popular en el arte urbano en Chile. Se trata de imágenes creadas a partir de pequeños trozos de material como cerámica. Usualmente, se trabaja en grupo, y con el cuidado necesario puede perdurar en espacios abiertos con facilidad.Mosaico, Estadio Nacional, Santiago de Chile.

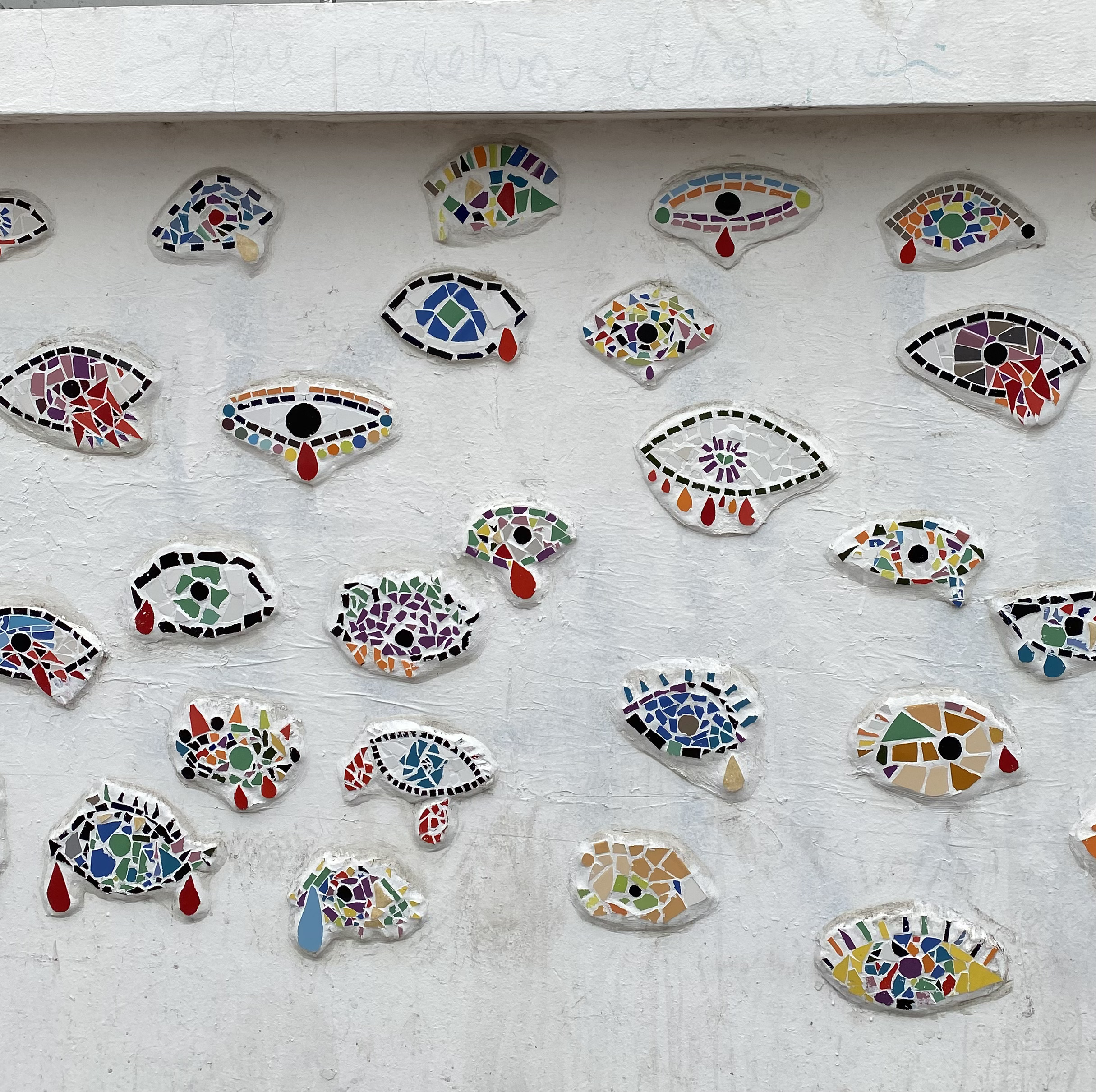
Mosaico, Estadio Nacional, Santiago de Chile.

## Arte urbano durante la dictadura militar
Tras el golpe militar de 1973, el arte urbano, y la cultura en general, sufren los efectos del “apagón cultural”, terminado acuñado en la época y que hoy es utilizado por los autores para describir el “retroceso” experimentado en las disciplinas artísticas. Esto puede ser explicado a través de la censura, represión, persecución y exilio que sufrieron numerosos artistas debido a la dictadura militar de Augusto Pinochet. Es diez años más tarde, en 1983, la oposición se empieza a hacer más visible y en este contexto, el arte urbano vuelve a cobrar importancia, con la diferencia de que esta vez fue más común ver estas expresiones de arte en poblaciones, como resistencia a la represión. Gracias a esto, se comienza a tejer una relación positiva entre pobladores e integrantes de las Brigadas. Se da una interacción de apoyo mutuo que nace desde el deseo de los ciudadanos de mostrar su realidad.
Con la llegada de la dictadura, los artistas nacionales se hallaron con la necesidad de utilizar nuevos instrumentos para realizar sus trabajos, es por esto que afloran prácticas como el uso del cuerpo como medio, el uso de videos, las instalaciones, las “acciones de arte”, entre otros. Desde la perspectiva del arte urbano, interesa sobre todo el surgimiento de las “acciones de arte”, para comprender en totalidad que son y cuál es su naturaleza, es imperante revisar la trayectoria del Colectivo Acciones del Arte, más conocido como CADA. 

### CADA
CADA, es un colectivo de arte fundado en 1979 que incorporó a artistas de diversas disciplinas, entre sus integrantes hallamos a Diamela Eltit, Lotty Rosenfeld y Raúl Zurita, por nombrar algunos. Esta agrupación se desmarca de la academia y el arte tradicional al llevar sus intervenciones a las calles para así crear una reflexión sobre la realidad política del país. Buscaban que las personas que circulaban cerca de sus acciones de arte, no se mantuvieran en un rol único de espectador, sino que se convirtieran en colaboradores. Si bien trabajaron solo hasta 1985, sus intervenciones quedaron grabadas en el colectivo. Algunas de sus acciones fueron “Para no morir de hambre en el arte” (1979), en la cual se clausuró la entrada del Museo Nacional de Bellas Artes con tela blanca, mientras algunos camiones que trasportaban leche manejaron por el centro de la ciudad hasta estacionarse fuera del Museo. Otra de sus obras de mayor importancia es “NO +”, lema que proponen en 1983, se expone como una frase abierta para que otros artistas respondan dejando sus “NO +” (frase que usualmente iba acompañada de una palabra elegida por el artista que lo replicaba, por ejemplo, no + muertes) plasmados en las murallas. Rápidamente, pasó a ser parte del imaginario no solo como símbolo de resistencia en Chile, sino que trascendió a toda Latinoamérica.

## Movimientos sociales y Arte urbano

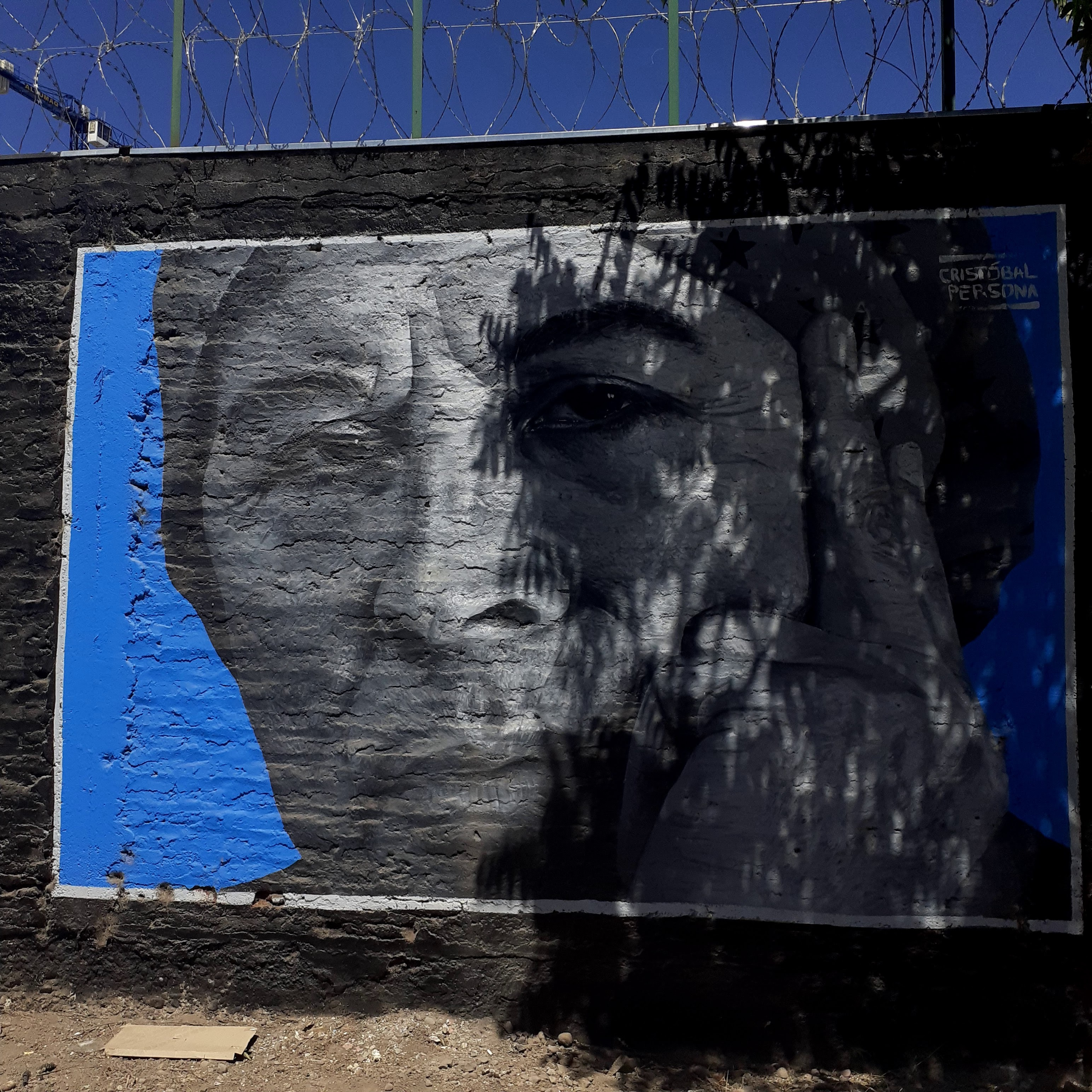
Mural Museo a Cielo Abierto, comuna de Macul en Santiago de Chile.

Desde los 60 en adelante esta forma de arte se ha transformado en parte del paisaje urbano, siendo parte del desarrollo de nuestras ciudades. Esto se refleja en la creación de lugares como los Museos a Cielo Abierto que se encuentran en diferentes puntos del país como las comunas de San Miguel, Valparaíso o Macul. Sin embargo, el impacto de esta expresión va más allá de embellecer los espacios públicos, ya que también suelen ser portadores de mensajes sociales, transformándose en registros de las problemáticas de cada generación. Según los especialistas, durante los tiempos de crisis social, las murallas de la ciudad se transforman en un soporte para las demandas de las personas.

### Estallido Social de 2019
El ejemplo más cercano, temporalmente, nos lleva a las manifestaciones sociales de octubre de 2019. Cuando se produjeron masivas protestas a lo largo de todo Chile provocadas por el malestar social. Este periodo fue acompañado de numerosas muestras de arte urbano que otorgaron a este proceso de una estética propia. En el caso de Santiago, se observaron masivas intervenciones en espacios como el Centro Cultural Gabriela Mistral. Proyecciones multimedia, como las creadas por Delight Lab. Pegatinas con trabajos visuales inspirados en las demandas en todo el sector céntrico de la ciudad. O Incluso performance que dieron la vuelta al mundo como es el caso de LASTESIS con Un Violador en tu Camino. Por nombrar algunas de las más relevantes.

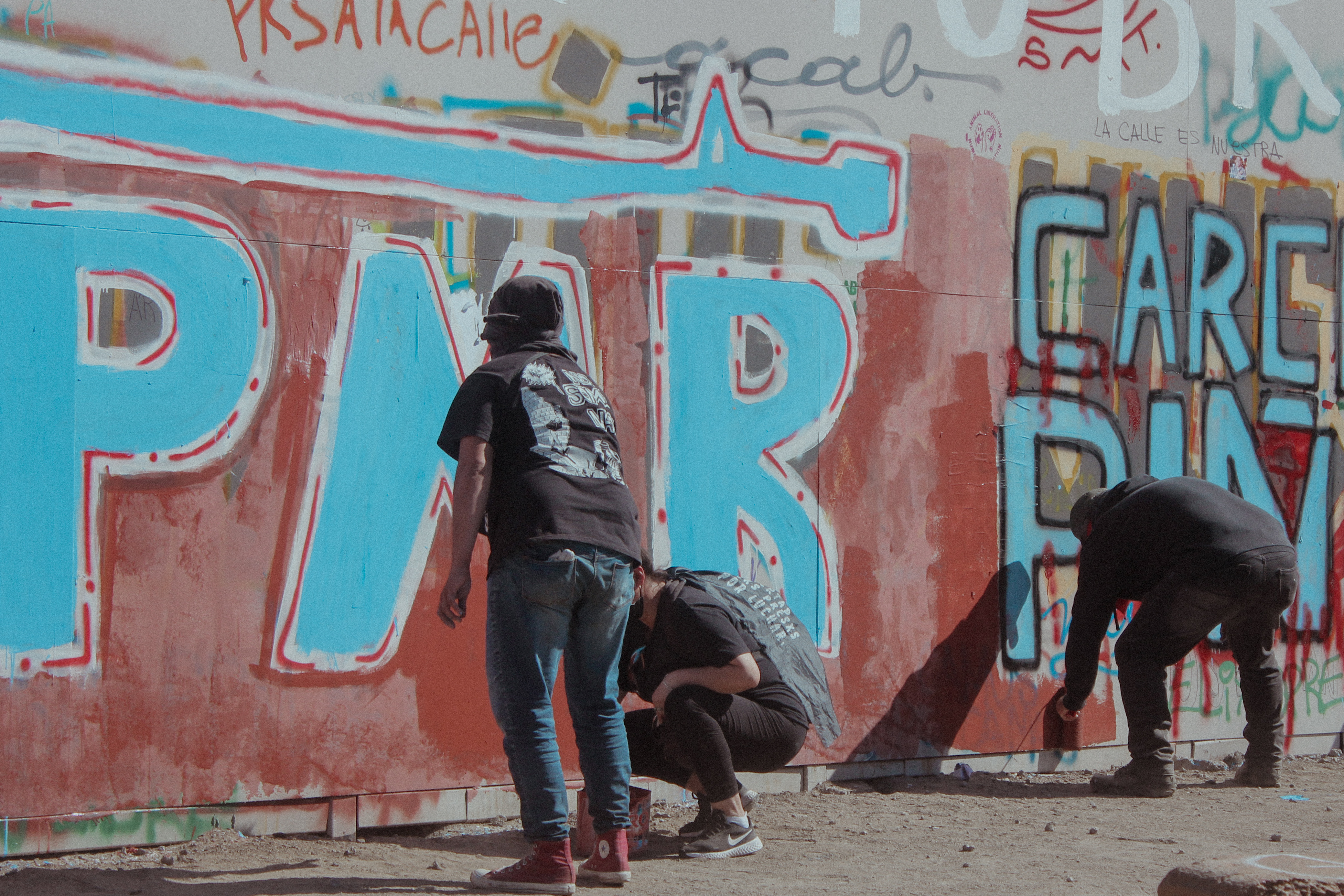
Muralistas en aniversario del 18 de octubre pintando sobre reja instalada en Plaza Baquedano, Santiago de Chile.